# Burgenländischer Landtag
Der Burgenländische Landtag ist das Gesetzgebungsorgan des österreichischen Bundeslandes Burgenland. Er besteht aus 36 Abgeordneten, die vom Landesvolk auf fünf Jahre gewählt werden. Die letzte Wahl hat am 19. Jänner 2025 stattgefunden. Wahlen erfolgen nach der Landtagswahlordnung 1995, die – entsprechend den politischen Bezirken – sieben Wahlkreise vorsieht.

## Landtagsabgeordnete und Landtagsklubs
Der Landtag besteht aus höchstens 36 Landtagsabgeordneten. Ihre Wahl werden auf Grund des gleichen, unmittelbaren, freien, geheimen und persönlichen Verhältniswahlrechtes gewählt. Wählbar sind alle Wahlberechtigten, die am Wahltag das 18. Lebensjahr vollendet haben. Wahlberechtigt sind alle Landesbürgerinnen und Landesbürger, die am Wahltag das 16. Lebensjahr vollendet haben und vom Wahlrecht nicht ausgeschlossen sind. Der Wahltag muss ein Sonntag oder ein anderer öffentlicher Ruhetag sein.
Ein Klub ist ein Zusammenschluss von mindestens zwei Landtagsabgeordneten (vgl. § 10 Geschäftsordnung des Burgenländischen Landtages). Derzeit gibt es vier Landtagsklubs:
- SPÖ-Klub mit 17 Landtagsabgeordneten, Klubobmann ist der Abgeordnete Roland Fürst.
- FPÖ-Klub mit 9 Landtagsabgeordneten, Klubobmann ist der Abgeordnete Norbert Hofer.
- ÖVP-Klub mit 8 Landtagsabgeordneten, Klubobmann ist der Abgeordnete Christian Sagartz.
- Grüner Klub mit 2 Landtagsabgeordneten, Klubobmann ist der Abgeordnete Wolfgang Spitzmüller.

Die personelle Grundausstattung eines Klubs umfasst einen Klubdirektor und eine Sekretariatskraft. Zudem sind jedem Klub bei einer Mitgliederzahl ab vier: ein Referent, bei einer Mitgliederzahl ab sechs: ein Referent und ein Sachbearbeiter, bei einer Mitgliederzahl ab zehn: zwei Referenten, zwei Sachbearbeiter sowie ein halbes Vollzeitäquivalent einer Sekretariatskraft, bei einer Mitgliederzahl ab fünfzehn: drei Referenten, drei Sachbearbeiter sowie ein halbes Vollzeitäquivalent einer Sekretariatskraft, zur Verfügung zu stellen.

## Organe des Landtags

### Landtagspräsident
Die Landtagspräsidenten werden von den Abgeordneten aus ihren Reihen gewählt. Wie auch im Nationalrat bilden die Präsidenten mit den Obleuten der Klubs, die auf Landesebene Landtagsklubs heißen, die Präsidialkonferenz.
Erste Republik (1918–1938)
| Name              | Partei      | Amtszeit                             |
| ----------------- | ----------- | ------------------------------------ |
| Josef Fischl      | GDVP        | 15. Juli 1922 (Alterspräsident)      |
| Josef Wimmer      | SDAP        | 15. Juli 1922 – 13. November 1923    |
| Hans Morawitz     | SDAP        | 4. Jänner 1924 – 30. April 1925      |
| Oskar Brugnak     | SDAP        | 30. April 1925 – 20. Mai 1927        |
| Ernst Hoffenreich | SDAP        | 20. Mai 1927 – 5. Dezember 1930      |
| Johann Thullner   | CS          | 5. Dezember 1930 – 11. Dezember 1933 |
| Michael Koch      | CS–Heimwehr | 11. Dezember 1933 – 31. Oktober 1934 |

Zweite Republik (seit 1945)
| Name               | Partei | Amtszeit                              |
| ------------------ | ------ | ------------------------------------- |
| Josef Kast         | ÖVP    | 13. Dezember 1945 (Alterspräsident)   |
| Martin Wetschka    | ÖVP    | 13. Dezember 1945 – 4. November 1949  |
| Johann Grabenhofer | ÖVP    | 4. November 1949 – 19. März 1953      |
| Josef Lentsch      | ÖVP    | 19. März 1953 – 22. Juni 1956         |
| Lorenz Karall      | ÖVP    | 22. Juni 1956 – 5. Mai 1960           |
| Johann Hautzinger  | ÖVP    | 5. Mai 1960 – 17. April 1964          |
| Fred Sinowatz      | SPÖ    | 17. April 1964 – 28. Juni 1966        |
| Karl Krikler       | SPÖ    | 28. Juni 1966 – 27. Oktober 1977      |
| Matthias Pinter    | SPÖ    | 27. Oktober 1977 – 30. Oktober 1987   |
| Johann Halbritter  | ÖVP    | 30. Oktober 1987 – 18. Juli 1991      |
| Wolfgang Dax       | ÖVP    | 18. Juli 1991 – 27. Juni 1996         |
| Erwin Schranz      | ÖVP    | 27. Juni 1996 – 28. Dezember 2000     |
| Walter Prior       | SPÖ    | 28. Dezember 2000 – 24. Juni 2010     |
| Gerhard Steier     | SPÖ    | 24. Juni 2010 – 9. Juli 2015          |
| Christian Illedits | SPÖ    | seit 9. Juli 2015 – 28. Februar 2019  |
| Verena Dunst       | SPÖ    | 28. Februar 2019 – 21. September 2023 |
| Robert Hergovich   | SPÖ    | 21. September 2023 – 6. Februar 2025  |
| Astrid Eisenkopf   | SPÖ    | 6. Februar 2025 –                     |

### Zweiter und dritter Landtagspräsident
Der Landtag wählt auch einen zweiten und dritten Landtagspräsidenten. Diese habe die Aufgaben im Fall der Verhinderung des ersten Landtagspräsidenten diesen zu vertreten (vgl. § 7 Geschäftsordnung des Burgenländischen Landtages).
In der 23. Wahlperiode wurden als zweiter Landtagspräsident der Abgeordnete Johann Tschürtz (FPÖ) und als dritte Landtagspräsidentin Claudia Schlager (SPÖ) vom Landtag gewählt.

### Präsidialkonferenz
Die Präsidialkonferenz setzt sich zusammen aus den Landtagspräsidenten und Klubobleuten. Sie ist ein beratendes Organ und erstattet insbesondere Vorschläge zur Erstellung und Durchführung der Arbeitspläne zur Festlegung der Tagesordnungen und der Sitzungen des Landtages, zur Zuweisung von Vorlagen an die Ausschüsse sowie zur Koordinierung der Sitzungszeiten der Ausschüsse.
Derzeit in der 23. Wahlperiode setzt sich die Präsidialkonferenz wie folgt zusammen:
Landtagspräsidentin Astrid Eisenkopf (SPÖ), zweiter Landtagspräsident Johann Tschürtz, dritte Landtagspräsidentin Claudia Schlager, SPÖ-Klubobmann Roland Fürst, FPÖ-Klubobmann Norbert Hofer, ÖVP-Klubobmann Christian Sagartz und GRÜNE-Klubobmann Wolfgang Spitzmüller.

### Ausschüsse
Der Landtag muss Ausschüsse einsetzen (vgl. Artikel 21 Landesverfassung Burgenland). Die Ausschüsse haben die Aufgabe Vorberatungen von  Verhandlungsgegenstände der Vollversammlung des Landtags durchzuführen (vgl. Art. 21. Abs. 2 Landesverfassung Burgenland).
In der 22. Wahlperiode gibt es 11 (Fach-)Ausschüsse:
- Hauptausschuss,
- Landesrechnungshofausschuss,
- Agrarausschuss,
- Ausschuss für europäische Integration und grenzüberschreitende Zusammenarbeit,
- Finanz-, Budget- und Haushaltsausschuss,
- Immunitäts- und Unvereinbarkeitsausschuss,
- Petitionsausschuss,
- Rechtsausschuss,
- Sozialausschuss,
- Umweltausschuss und
- Wirtschaftsausschuss.

Zusätzlich gibt es in der 22. Wahlperiode einen Untersuchungsausschuss.

### Landes-Rechnungshof
Der Landes-Rechnungshof ist ein Organ des Landtages und als solches bei Erfüllung der ihm zukommenden Aufgaben an keine Weisungen von Organen der staatlichen Verwaltung gebunden und nur dem Landtag verantwortlich.
Direktor ist René Wenk.

## Landtagsdirektion
Die Parlamentsverwaltung des Burgenländischen Landtags heißt Landtagsdirektion. Ihr obliegt die Besorgung der parlamentarischen Dienste und der Verwaltungsangelegenheiten und ist der Präsidenten des Landtages unterstellt. Die Leitung der Landtagsdirektion obliegt, unbeschadet des Weisungsrechtes des Präsidenten des Landtages, dem Landtagsdirektor.

## Landtagsitz

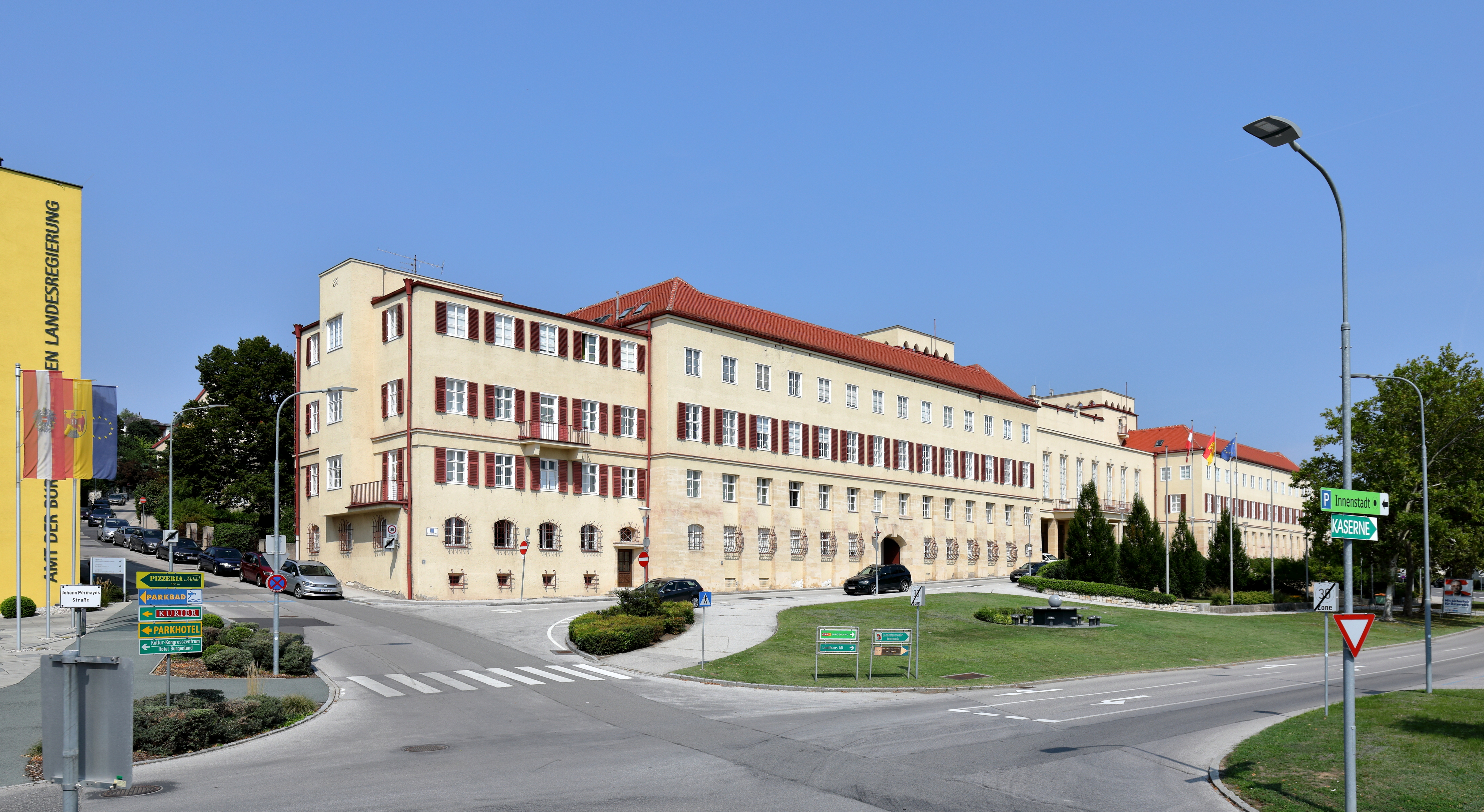
Sitz des burgenländischen Landtages im sogenannten Landhaus in Eisenstadt

Der Landtag hat seinen Sitz im Landhaus in Eisenstadt und im Zubau, das sog. Landhaus-Neu. Er tagte von 1922 bis 1929 in der Martinkaserne und von 1930 bis heute im Landhaus.